# Europees kampioenschap softbal 2012
Het Europees kampioenschap softbal voor mannen 2012 was de elfde editie van dit belangrijkste softbaltoernooi voor landenteams in Europa.
De organisatie van het toernooi was door de Europese Softbalfederatie (ESF) aan de 100-jarige KNBSB toegewezen. Het vond plaats van dinsdag 24 tot en met zaterdag 28 juli in Amstelveen, provincie Noord-Holland, Nederland. Het was de derde keer dat dit kampioenschap in Nederland plaatsvond, in 1997 was Bussum en in 2005 Nijmegen gaststad.
Na het afhaken van Slowakije namen er van de oorspronkelijke acht deelnemers zeven landen deel. Van de oorspronkelijke opzet met twee groepen in de eerste ronde werd overgeschakeld naar een opzet met een groep waarin een halve competitie werd gespeeld. De nummers 5, 6 en 7 streden in de plaatsingwedstrijden onderling om dezelfde eindklasseringen. De nummers 1, 2, 3 en 4 om de top 4 eindklassering.
Titelverdediger was Denemarken dat net als het Nederlands softbalteam en Tsjechië voor de elfde keer deelnam. Israël nam voor de tiende keer deel, het Belgisch softbalteam en Groot-Brittannië voor de achtste keer en Kroatië voor de zesde keer.
Recordkampioen Tsjechië veroverde voor de zevende keer de Europese titel. Het versloeg in de finale Nederland met 9-2 (5 innings). Groot-Brittannië behaalde voor de vijfde keer de derde plaats. De titelverdediger eindigde dit toernooi als vierde.

## Eerste ronde
| Datum | Team 1           | Uitslag  | Team 2           |
| ----- | ---------------- | -------- | ---------------- |
| 24/07 | Kroatië          | 1-5      | Denemarken       |
| 24/07 | Nederland        | 10-0 (4) | Israël           |
| 24/07 | Tsjechië         | 8-1 (5)  | België           |
| 24/07 | Denemarken       | 3-5      | Groot-Brittannië |
| 24/07 | Israël           | 1-6      | België           |
| 24/07 | Kroatië          | 3-10     | Groot-Brittannië |
| 24/07 | Nederland        | 1-8 (5)  | Tsjechië         |
| 25/07 | Groot-Brittannië | 7-6      | Israël           |
| 25/07 | België           | 3-10 (6) | Nederland        |
| 25/07 | Tsjechië         | 15-0 (3) | Kroatië          |
| 25/07 | België           | 1-2      | Denemarken       |
| 25/07 | Groot-Brittannië | 2-5      | Tsjechië         |
| 25/07 | Israël           | 9-3      | Kroatië          |
| 25/07 | Denemarken       | 9-8      | Nederland        |
| 26/07 | Denemarken       | 0-6      | Tsjechië         |
| 26/07 | Kroatië          | 1-10 (6) | Nederland        |
| 26/07 | Groot-Brittannië | 5-0      | België           |
| 26/07 | Tsjechië         | 7-0 (6)  | Israël           |
| 26/07 | België           | 12-7     | Kroatië          |
| 26/07 | Israël           | 0-12 (5) | Denemarken       |
| 26/07 | Nederland        | 2-6      | Groot-Brittannië |

| # | Land             | W | V |  |
| - | ---------------- | - | - |  |
| 1 | Tsjechië         | 6 | 0 |  |
| 2 | Groot-Brittannië | 5 | 1 |  |
| 3 | Denemarken       | 4 | 2 |  |
| 4 | Nederland        | 3 | 3 |  |
|   |                  |   |   |  |
| 5 | België           | 2 | 4 |  |
| 6 | Israël           | 1 | 5 |  |
| 7 | Kroatië          | 0 | 6 |  |

## Plaatsingwedstrijden
| Nummers 5, 6 en 7 |         |          |         |
| Datum             | Team 1  | Uitslag  | Team 2  |
| 27/07             | Kroatië | 11-4 (6) | België  |
| 27/07             | Israël  | 6-7      | Kroatië |
| 28/07             | België  | 2-1      | Israël  |

| #  | Land    | W | V |
| -- | ------- | - | - |
| 5e | Kroatië | 2 | 0 |
| 6e | België  | 1 | 1 |
| 7e | Israël  | 0 | 2 |

| Nummers 1 t/m 4 |           |         |                  |                       |
| Datum           | Winnaar   | Uitslag | Verliezer        | Info                  |
| 27/07           | Nederland | 7-3     | Denemarken       | Denemarken = 4e       |
| 27/07           | Tsjechië  | 9-0 (5) | Groot-Brittannië |                       |
| 28/07           | Nederland | 5-2     | Groot-Brittannië | Groot-Brittannië = 3e |
| 28/07           | Tsjechië  | 9-2 (5) | Nederland        | Finale                |

## Selecties
| Spelers |
| --- |
| Kerim Bettio Wout Cnops Tony De Telder Ivan Degroote Adrien Geuquet Gaetan Gregarek Goran Huyghe Jasper Lanoote Cedric Nauts Ivo Palinckx Jeroen Swers Dave Van de Vorst Joseph Van Genechten Jeroen Van Nuffel Jense Verbeeck Filip Volkaert Jan Zelenka |

| Spelers |
| --- |
| Arjan Baanen Anthony Beaumont Wesley Blonk Mike den Braven Merlijn Brink Angelo Clementina Marlon Comenencia Kenny Dame Enrique Javier Rene Koelink Randy Lo-A-Tjong Jeroen Mulder Glennsig Polonius Rien Smulders Osandrik Statia Tim Verbrugge Jeffry Visser |